# Freya Van den Bossche

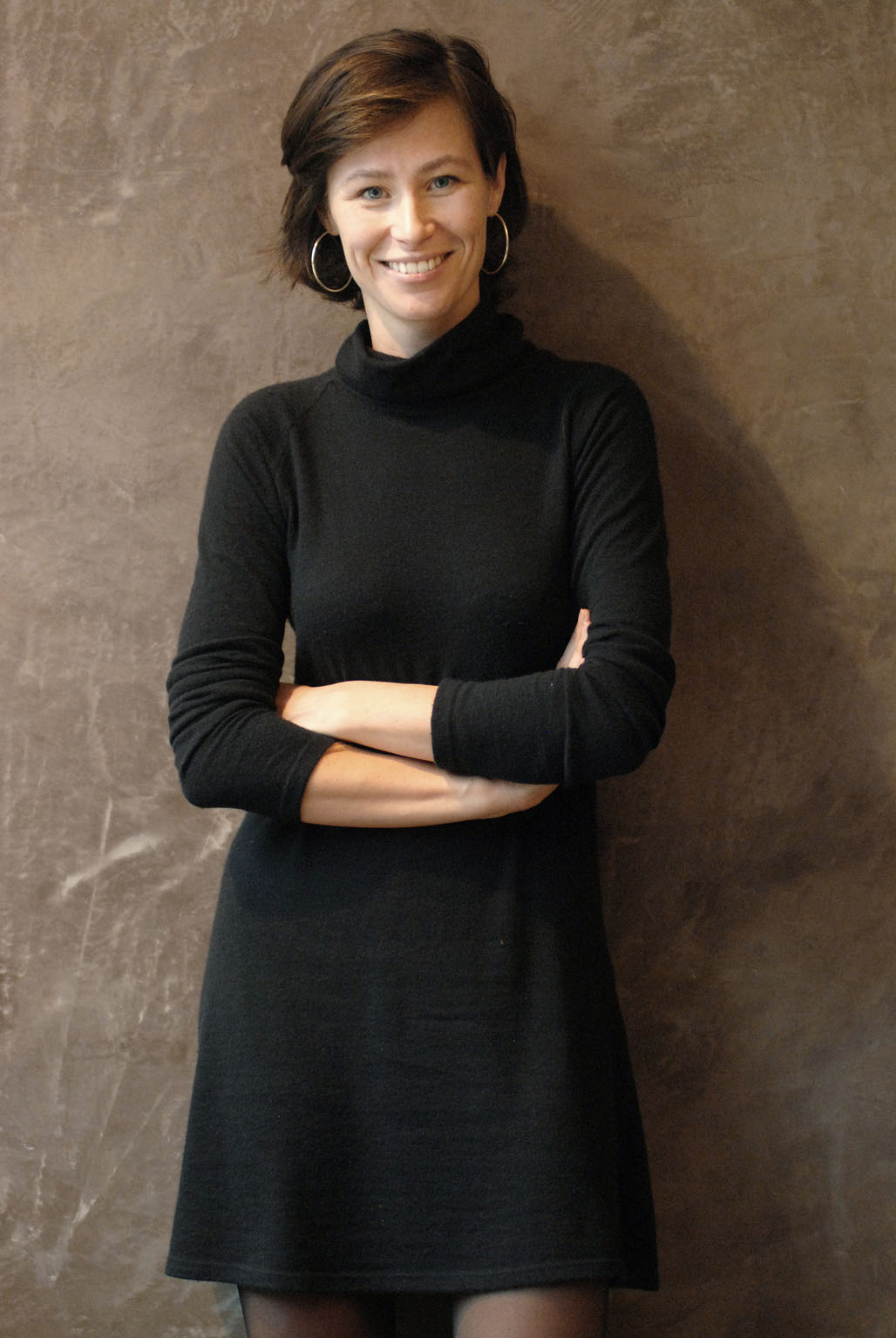
Freya Van den Bossche

Freya Van den Bossche (* 26. März 1975 in Gent) ist eine belgische Politikerin und flämische Ministerin. Die Tochter des ehemaligen belgischen Innenminister Luc Van den Bossche war die bisher jüngste Ministerin ihres Landes.

## Leben
Sie ist Mitglied der sozialdemokratischen Partei Socialistische Partij Anders (sp.a) in Flandern (Belgien). Van den Bossche war Haushaltsministerin, Ministerin für Verbraucherschutz und stellvertretende Premierministerin in der Regierung von Guy Verhofstadt. Sie war ebenfalls Abgeordnete in der Abgeordnetenkammer. Seit 2009 ist sie Ministerin für Energie, Wohnungsbau, Städtepolitik und Sozialwirtschaft in der flämischen Regierung unter Kris Peeters. Van den Bossche ist Teil regelmäßiger Berichterstattung des Boulevardjournalismus und wird zu den sexiest Belgians gezählt.